# 片西景
片西景（Katanishi Kei，1997年3月18日—）是日本田徑運動員，專攻長跑項目。他代表日本參加2017年夏季世界大學運動會田徑比賽男子半程馬拉松項目，獲得個人及團體金牌。

## 賽事記錄
| 年        | 賽事           | 舉辦城市   | 名次      | 項目           | 記錄      |
| 代表 日本 | 代表 日本      | 代表 日本  | 代表 日本 | 代表 日本      | 代表 日本 |
| --------- | -------------- | ---------- | --------- | -------------- | --------- |
| 2017      | 世界大學運動會 | 臺灣臺北市 | 冠軍      | 半程馬拉松     | 1:06:09   |
| 2017      | 世界大學運動會 | 臺灣臺北市 | 冠軍      | 團體半程馬拉松 | 3:19:28   |

## 外部連結
- 片西景在的頁面
- 體育報知 （页面存档备份，存于）